# Jan Bouzar
Jan Nepomuk Bouzar (30. dubna 1831 Polička – 15. června 1892 Polička) byl rakouský politik české národnosti z Čech, poslanec Českého zemského sněmu a starosta Poličky.

## Biografie
Pocházel z rodiny kupce Jiřího Bouzara. Ten v 50. letech byl poličským purkmistrem. Jan Bouzar získal základní vzdělání. Byl měšťanem a obchodníkem v Poličce. V období let 1867–1872 zastával funkci starosty osady města Polička (historické město) a v letech 1867–1873 i starosty politické obce Polička (včetně předměstí). Do funkce poličského starosty usedl poté, co zemřel předchozí purkmistr Josef Smola. Patřil do mladočeského proudu v rámci Národní strany (formálně se mladočeská strana osamostatnila až v 1. polovině 70. let). V roce 1868 byl Bouzar pokutován, když coby předseda spolku Měšťanská beseda podpořil státoprávní deklaraci českých poslanců. Ve funkci starosty řešil trvalé spory mezi obyvateli vlastního města a předměstí, přičemž Bouzar obhajoval privilegia měšťanů z vnitřního města, za což byl kritizován i v mladočeských Národních listech. V roce 1873 se proto kandidatury na starostu vzdal. Od 50. let 19. století byl aktivní ve vedení Spolku divadelních ochotníků „Tyl“.
V 70. letech se zapojil do vysoké politiky. V doplňovacích volbách v září 1871 byl zvolen na Český zemský sněm, kde zastupoval kurii městskou, obvod Litomyšl, Polička. Mandát zde obhájil v řádných zemských volbách v roce 1872. Čeští poslanci (Národní strana, staročeská) tehdy na protest praktikovali politiku pasivní rezistence (bojkotu sněmu). Byl proto následně zbaven mandátu pro absenci a manifestačně opět zvolen v doplňovacích volbách roku 1873. V doplňovacích volbách v roce 1874 kandidoval na sněm za mladočechy, kteří nyní odmítali politiku pasivní rezistence. O 15 hlasů ho ovšem porazil staročeský protikandidát. Tím byl František Gregor. Touto volební prohrou Bouzarova politická kariéra skončila (již roku 1873 odešel z funkce starosty).